# Stictoptera patagiata
Stictoptera patagiata är en fjärilsart som beskrevs av Embrik Strand 1917. Stictoptera patagiata ingår i släktet Stictoptera och familjen nattflyn. Inga underarter finns listade i Catalogue of Life.